# Bolívar (Táchira)
Pour les articles homonymes, voir Bolívar.
Bolívar est l'une des vingt-neuf municipalités de l'État de Táchira au Venezuela. Son chef-lieu est San Antonio del Táchira. En 2011, la population s'élève à 61 630 habitants.

## Géographie

### Subdivisions
La municipalité est divisée en quatre paroisses civiles avec, chacune à sa tête, une capitale (entre parenthèses) :
- Bolívar (San Antonio del Táchira) ;
- Isaías Medina Angarita (Las Dantas) ;
- Juan Vicente Gómez (El Recreo) ;
- Palotal (Palotal).